# 星毛蜡瓣花
星毛蜡瓣花（学名：Corylopsis stelligera）为金缕梅科蜡瓣花属下的一个种。

## 扩展阅读
- 維基物種上的相關：星毛蜡瓣花